# Zvezdan Martič
Zvezdan Martič, slovenski novinar, voditelj, scenarist, producent in urednik, * 1963, Celje.

## Življenje
V rojstnem kraju je končal osnovno šolo in Gimnazijo. Še kot študent elektrotehnike na Univerzi v Ljubljani je začel leta 1987 delati na takratni TV Ljubljana, kasneje TV Slovenija, v Dnevno informativnem programu kot novinar in voditelj različnih dnevno informativnih in aktualnih oddaj.
Po diplomi (uni.dipl.ing.) se je specializiral za pokrivanje znanosti in tehnologije in več let delal v Izobraževalnem programu kot novinar, voditelj, scenarist, producent in urednik. Ob tem je ves čas ustvarjal tudi dokumentarno potopisne oddaje.
Je avtor besedil za več glasbenih uspešnic, med drugim za pesem leta 2000 Ko bo prišel.
Leta 2001 je začel postavljati Multimedijski center RTV Slovenija, katerega vodja je bil do januarja 2010. Bil je podpredsednik OLS (ON line service group) pri EBU (European Broadcasting Union), bil pa je tudi član Benchmarking group in podpredsednik Teletext group. Poleg tega je bil 8 let višješolski predavatelj Multimedijev.
Leta 2011 je bil urednik in voditelj multimedijske interaktivne oddaje Trikotnik, nato več let voditelj oddaje Polnočni klub in v 2018 Akcent, vse na TV Slovenija. V tem času je posnel tudi več dokumentarnih filmov: Dobri stari časi, Mehek kot skala, Otroci iz socialističnega bloka, Kam so vse tovarne šle, Mediji v vojni za Slovenijo in Revolucionarne zabave naših mladosti.
Od leta 2017 je bil voditelj in urednik dnevno informativnih oddaj Po Sloveniji, Poročila ob 17 in Prvi dnevnik.
Leta 2019 je postal pomočnik direktorice Televizije Slovenija ter to funkcijo opravljal do njene odstavitve leta 2021. Julija 2023 je bil izvoljen za predsednika uprave RTV Slovenija, funkcijo je kot vršilec dolžnosti nastopil 3. avgusta. 28. maja 2024 je s položaja odstopil, kot razlog pa navedel izgubo zaupanja med svetniki.